# Ricardo Odriozola
Ricardo Odriozola (Bilbao, 28 de septiembre de 1965) es un violinista y compositor español. Forma parte de la orquesta de la Griegakademiet de la Universidad de Bergen desde 1987.
Realizó estudios en Bilbao, Madrid, Rochester (Estados Unidos) y Copenhague. Ha actuado como solista de violín y en orquestas de cámara en Noruega, Dinamarca, Finlandia, Islas Feroe, España, Alemania, Francia, Eslovenia, Estados Unidos, Canadá e Israel. Miembro eventual de The Libra Convention.
- Datos: Q6108381